# Diapetimorpha rufigaster
Diapetimorpha rufigaster är en stekelart som beskrevs av Joseph Augustine Cushman 1929. Diapetimorpha rufigaster ingår i släktet Diapetimorpha och familjen brokparasitsteklar. Inga underarter finns listade i Catalogue of Life.